# Hovophileurus hovanus
Hovophileurus hovanus är en skalbaggsart som beskrevs av Leon Fairmaire 1903. Hovophileurus hovanus ingår i släktet Hovophileurus och familjen Dynastidae. Inga underarter finns listade i Catalogue of Life.